# Geri sakkozik
A Geri sakkozik (eredeti cím: Geri's Game) 1997-ben bemutatott négyperces, számítógép-animációs rövidfilm a Pixar készítésében, Jan Pinkava írásában-rendezésében. Ez volt az első Pixar rövidfilm a Toy Story – Játékháború után, az ezt megelőző az 1989-es Nippfelkelés. A Geri sakkozik elnyerte a Legjobb animációs rövidfilmnek járó Oscar-díjat. Később moziban is bemutatták a Pixar 1998-as filmje, az Egy bogár élete előtt. Megtalálható ezen film DVD-kiadásán is.

## Történet
A film egy üres parkban játszódik, feltehetőleg ősszel. A címszereplő, Geri sakkozik – önmagával (ide-odaül, fel-leveszi szemüvegét). Ahogy a játék halad, szemüveg nélküli Geri nyerésre áll, míg szemüveges Gerinek csak a királya maradt. Szemüveges Geri azonban cselhez folyamodik, elvonja szemüveg nélküli Geri figyelmét és megfordítja a táblát (így szemüveg nélküli Gerinek lesz csak egy királya). Szemüveges Geri nyer, szemüveg nélküli Geri pedig átadja neki protézisét.

## Technológia
A Pixar ezzel a rövidfilmmel tovább növelte az emberkarakter és ruházat renderelésének technikai színvonalát.

## Cameo
Geri később feltűnik a Toy Story – Játékháború 2-ben, mint a játéktisztító, aki újjávarázsolja Woodyt; munkadobozában észrevehető néhány sakkfigura is.

## Külső hivatkozások
- Geri sakkozik  a PIXAR hivatalos oldalán (angolul)
- Geri sakkozik az Internet Movie Database oldalon (angolul)
- Geri sakkozik a TV Tropes oldalon (angolul)
- Geri sakkozik a tematikus Pixar wikiben (angolul)
- Geri sakkozik a tematikus Disney wikiben (angolul)